# Son of Aurelius
Son of Aurelius ist eine US-amerikanische Technical-Death-Metal-Band aus Santa Cruz, Kalifornien, die im Jahre 2009 gegründet wurde.

## Geschichte
Im Jahre 2009 gründeten Sänger Josh Miller, Gitarrist Cary Geare, Schlagzeuger Spencer Edwards und Bassist Max Zigman die Band Son of Aurelius. Zu Anfang nahmen sie drei Lieder auf. Die ersten Aufnahmen fanden in den Castle Ultimate Studios des Produzenten Zack Ohren statt, welcher auch schon Alben für All Shall Perish, Suffocation und Decrepit Birth produzierte.
Nach der Aufnahme dieser drei Lieder, entschied man sich, ein richtiges Album aufzunehmen. Während der Aufnahmen dieses Albums stieß der Gitarrist Chase Fraser, welcher schon bei Animosity tätig war, zu der Band. Die Band war damit komplett und man nahm das Album wieder in den Castle Ultimate Studios von Zack Ohren auf. Gemastert wurde das Album von Alan Douches, welcher schon mit Bands wie Mastodon, Shadows Fall, Cannibal Corpse und The Black Dahlia Murder zusammenarbeitete.
Schließlich wurde das Album The Farthest Reaches am 13. April 2010 bei Good Fight Music veröffentlicht. Nach dieser Veröffentlichung konzentrierte sich die Band auf das Spielen von Live-Konzerten.

## Stil
Stilistisch befasst sich die Band hauptsächlich mit der griechischen Mythologie. Dabei verwenden sie technische und progressive Elemente, aber auch Elemente des Brutal Death Metal. Auch werden melodische Elemente in den Liedern aufgenommen.

## Diskografie
- 2009: The Farthest Reaches (Album, Good Fight Music)
- 2014: Under a Western Sun (Album, Eigenveröffentlichung)